# كائن هوائي

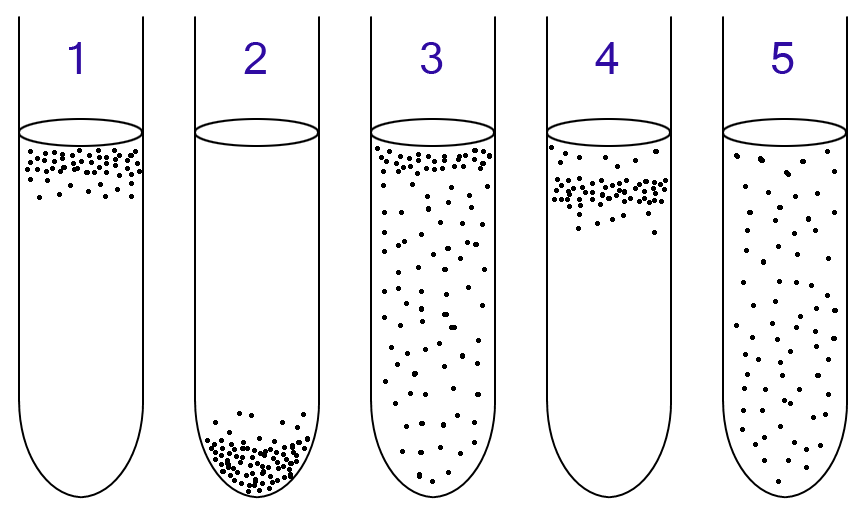
البكتيريا الهوائية واللاهوائية يمكن أن تعرف بواسطة النمو في مزرعة سائلة:
1: البكتيريا الهوائية الإجبارية تتجمع في أعلى الأنبوب للامتصاص أكبر كمية من الأكسجين.
2: البكتيريا اللاهوائية الإجبارية تتجمع في أسفل الأنبوب لتتجنب الأكسجين.
3: البكتيريا التي تنمو في وجود الهواء وفي غيابه تكون في الأغلب في الأعلى، حيث أن التنفس الخلوي هو الأكثر فائدة للبكتيريا ولكن نقص الأكسيجن لا يضر البكتيريا.
4: بكتيريا تحتاج إلى كمية قليلة من الأكسجين وتتجمع في الجزء العلوي من الأنبوب ولكن ليس في الأعلى. هي تحتاج للأكسجين ولكن بكمية بسيطة
5: البكتيريا المتحملة للأكسجين: لا تتأثر بوجود الأكسجين وتتواجد في جميع الأنبوب.

الكائن الهوائي أو الأحياء الهوائية أو حيهوائي أو حي هوائي هو أي كائن حي يعيش وينمو في وجود الأكسجين.

## الجلوكوز
أكسدة الجلوكوز في التنفس الهوائي يعتبر مثالاً جيداً.
C6H12O6 + 6 O2 + 38 ADP + 38 phosphate → 6 CO2 + 6 H2O + 38 ATP
لاحظ أن الأكسجين تم استخدامه خلال أكسدة الجلوكوز والناتج كان الماء.
هذه المعادلة يكون ملخص لما يحدث فعلاً في ثلاثة تفاعلات كيميائية: تحلل سكري ودورة حمض الستريك وفسفرة تأكسدية.

## التنوع
تقريباً كل الحيوانات، أغلب الفطريات وعدد من البكتيريا تكون إجبارية التنفس الهوائي. أغلب كائنات التنفس اللاهوائي تكون بكتيريا.
الخميرة تعتبر مثالا للكائن الذي يعيش في وجود وعدم وجود الأكسجين وكذلك خلايا الإنسان، التي تتحول إلى التخمر إذا فقد الأكسجين. وهذه العملية لا تستمر طويلا لهذا الكائن البشري يعتبر كائن هوائي إجباري.